# Hundertwasserbahnhof Uelzen
Hundertwasserbahnhof Uelzen – stacja kolejowa w Uelzen, w kraju związkowym Dolna Saksonia, w Niemczech. Znajduje się tu 5 peronów.

## Historia
Pierwszy murowany budynek w konstrukcji muru pruskiego został w tym miejscu wzniesiony w 1855, w związku z budową  linii kolejowej z Hanoweru przez Celle i Uelzen do Harburga. Pierwszy pociąg zatrzymał się na stacji w Uelzen 1 maja 1847. Podupadły budynek dworca kolejowego odrestaurowano i przebudowano z okazji światowej wystawy Expo 2000 w stylu austriackiego malarza i architekta Friedensreicha Hundertwassera.
Po tej modernizacji budynek jest dużą atrakcją turystyczną. W 2009 został laureatem niemieckiego stowarzyszenia Allianz pro Schiene, zdobywając tytuł "Dworzec Roku 2009" w kategorii małych dworców kolejowych.